# ATP Challenger Aracaju
Das ATP Challenger Aracaju (offiziell: Copa Petrobras Aracaju) war ein Tennisturnier, das von 2004 bis 2008 jährlich in Aracaju, Brasilien stattfand. Es gehörte zur ATP Challenger Series und wurde im Freien auf Sand gespielt. Sergio Roitman gewann mit einem Titel im Einzel sowie zwei Titeln im Doppel das Turnier am häufigsten. 2007 fand das Turnier einmal unter einer anderen Turnierlizenz in Belo Horizonte statt, kehrte jedoch im Folgejahr wieder nach Aracaju zurück.

## Liste der Sieger

### Einzel
| Austragungsort | Jahr | Sieger           | Finalgegner       | Ergebnis      |
| -------------- | ---- | ---------------- | ----------------- | ------------- |
| Aracaju        | 2008 | Paul Capdeville  | Thiago Alves      | 7:5, 6:4      |
| Belo Horizonte | 2007 | Nicolas Devilder | Marcel Granollers | 6:2, 7:6, 7:6 |
| Aracaju        | 2006 | Sergio Roitman   | Boris Pašanski    | 6:1, 6:3      |
| Aracaju        | 2005 | Boris Pašanski   | Nicolás Lapentti  | 7:69, 7:5     |
| Aracaju        | 2004 | Nicolás Lapentti | Júlio Silva       | 6:2, 6:2      |

### Doppel
| Austragungsort | Jahr | Sieger                                 | Finalgegner                             | Ergebnis          |
| -------------- | ---- | -------------------------------------- | --------------------------------------- | ----------------- |
| Aracaju        | 2008 | Juan-Martín Aranguren Franco Ferreiro  | Thiago Alves João Souza                 | 6:4, 6:4          |
| Belo Horizonte | 2007 | Marcel Granollers Santiago Ventura     | Adrián García Leonardo Mayer            | 6:3, 6:3          |
| Aracaju        | 2006 | Máximo González (2) Sergio Roitman (2) | Tomas Behrend Marcel Granollers         | 7:66, 3:6, [10:6] |
| Aracaju        | 2005 | Máximo González (1) Sergio Roitman (1) | Carlos Berlocq Martín Vassallo Argüello | 6:4, 6:75, 6:3    |
| Aracaju        | 2004 | Enzo Artoni Ignacio González King      | Juan Pablo Guzmán Santiago Ventura      | 6:4, 6:2          |